# St. Marien (Niederorschel)

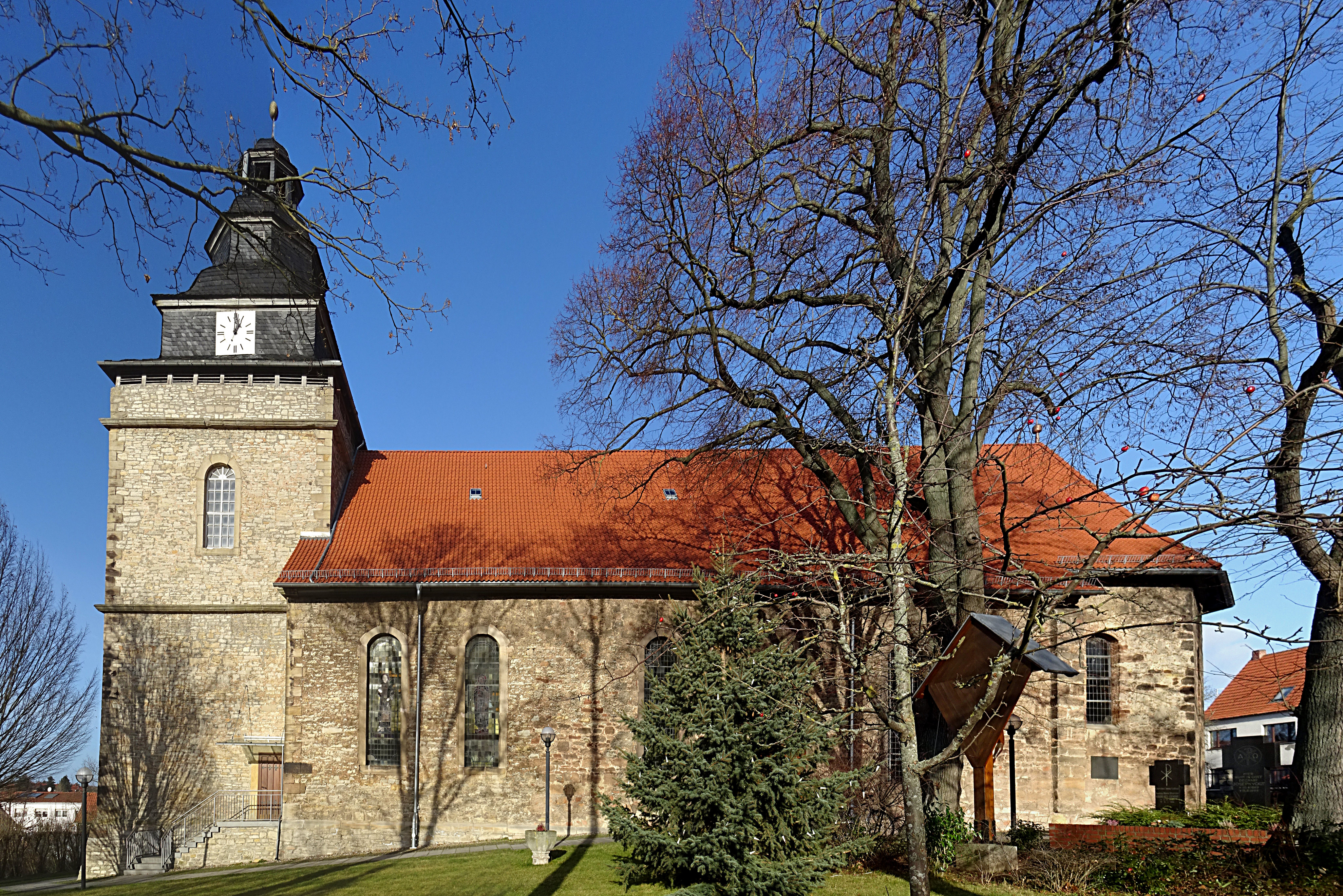
Niederorschel, St. Marien

Die römisch-katholische Pfarrkirche St. Marien steht in Niederorschel im thüringischen Landkreis Eichsfeld. Sie ist die Pfarrkirche der Pfarrei St. Marien Niederorschel im Dekanat Leinefelde-Worbis des Bistums Erfurt. Sie trägt das Patrozinium der heiligen Maria Muttergottes.

## Geschichte
Die Saalkirche wurde 1685 in ihren Hauptteilen aus Bruchsteinen an Stelle einer Kapelle errichtet. Deren zunächst weiterverwendeter Rundturm wurde 1835 durch den Neubau des vom Kirchenschiff abgesetzten Kirchturms im Westen ersetzt. 
Renovierungen fanden 1960 bis 1962, 1973/1974, 1984 und 1992 statt.

## Architektur
Die Kirche hat einen eingezogenen, dreiseitigen Chor im Osten. Der Turm hat eine doppelt geschweifte Haube, auf der eine Laterne sitzt. Im Süden befindet sich ein facettiertes, geohrtes Portal mit einem segmentbogigen Giebel, darüber steht eine Marienfigur. 
Der Innenraum des Kirchenschiffs und des Chors sind mit einem verputzten, hölzernen Tonnengewölbe überspannt. 

## Ausstattung

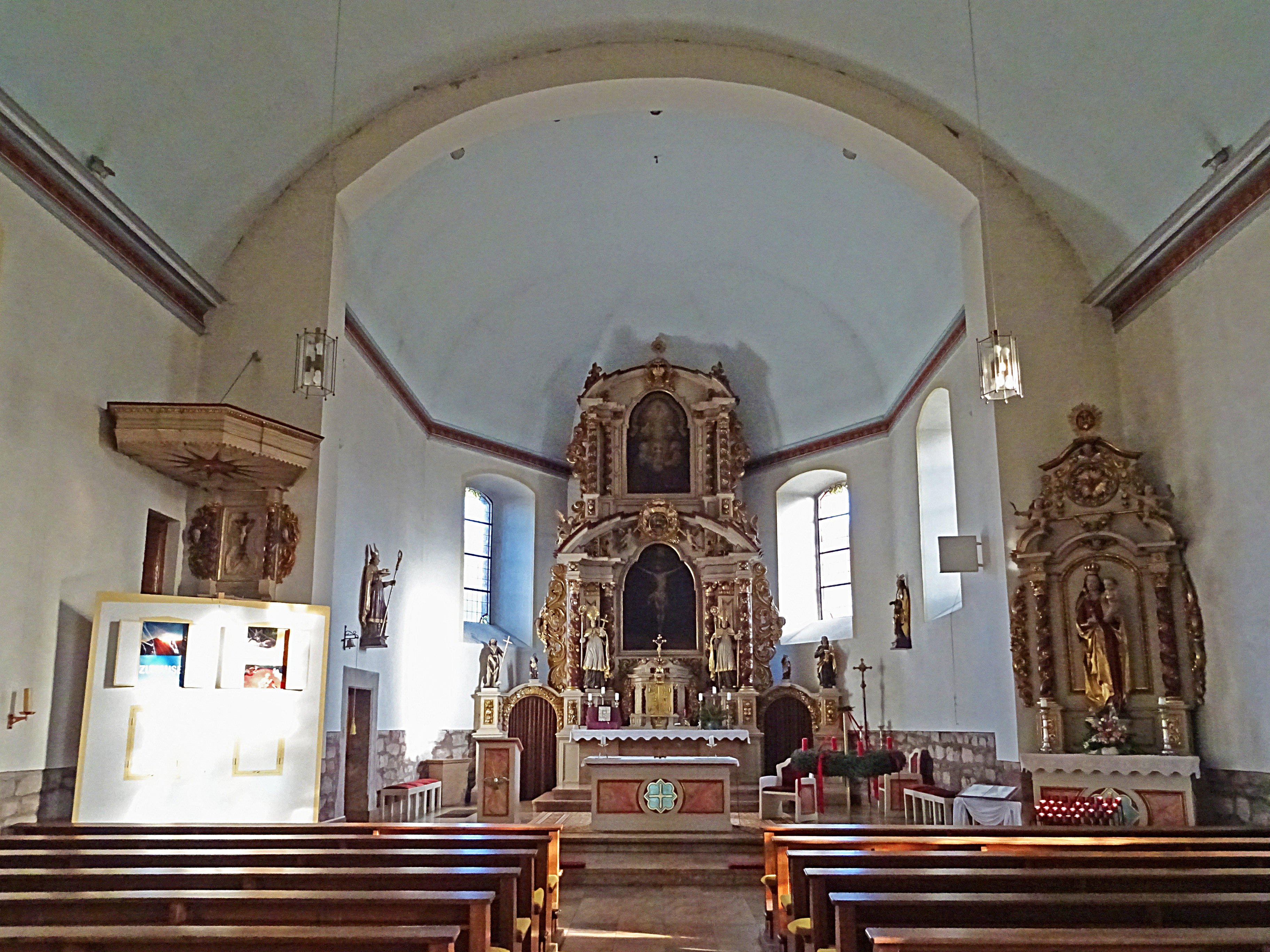
Innenansicht

Den Hauptaltar haben 1699 bis 1701 Andreas Gröber und Johann Maerten aus Heiligenstadt gebaut. Der Tabernakel ist von 1883. Das untere Altarbild von 1782 zeigt ein Kruzifix, das obere die Geburt Mariae. Dazwischen steht das kurmainzische Wappen. Seitlich, zwischen gedrehten Säulen, stehen hölzerne Statuen vom heiligen Martin und vom heiligen Bonifatius. Ein Seitenaltar vom Anfang des 18. Jahrhunderts hat eine Madonna aus Holz, um 1500 entstanden.
Die Kanzel wurde 1695 gebaut. Zwei Ölbilder vom Anfang des 18. Jahrhunderts zeigen den heiligen Cyriakus und heiligen Benedikt. An der Turmnordwand befinden sich Schnitzfiguren dreier weiblicher Heiliger vom Ende des 15. Jahrhunderts. Eine Pietà in Holz stammt aus derselben Zeit. Die  Schnitzfigur des heiligen Nikolaus ist von 1656. Die Glasfenster im Kirchenschiff mit dem heiligen Josef und der heiligen Elisabeth wurden 1952 von der Glasmalerei Oidtmann hergestellt, die Fenster im Chor und im Turm sind von der Firma Gräfe aus Mühlhausen. Die Monstranz, das Weihrauchfass und der Kelch sind Augsburger Silberarbeiten aus der 2. Hälfte des 18. Jahrhunderts.

## Orgel

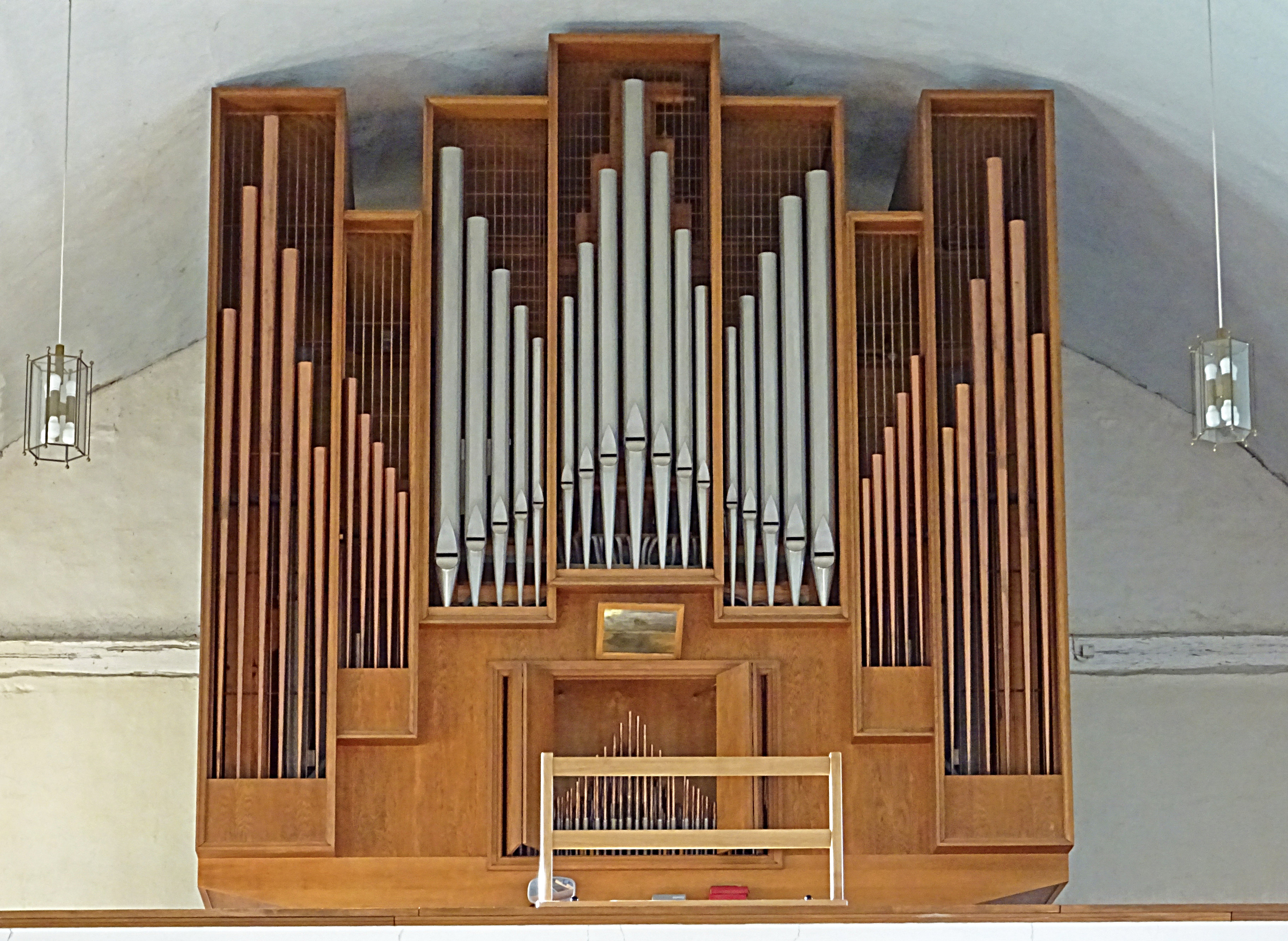
Die Orgel

Die Orgel mit 22 Registern, verteilt auf zwei Manuale und Pedal, wurde 1968 von Jehmlich Orgelbau gebaut.